# Temporada 2023 de NASCAR México Series
La temporada 2023 de la NASCAR México Series fue la decimosexta edición de dicho campeonato. Comenzó el 26 de marzo en Berriozábal y finalizó el 12 de noviembre en la Ciudad de México.
El Piloto campeón de la temporada 2023 fue Salvador de Alba Jr.

## Equipos y pilotos
Los equipos y pilotos para la temporada 2023 son los siguientes:
| Equipos                                 | Constructor | N.º | Piloto                  | Estado | Rondas  |
| --------------------------------------- | ----------- | --- | ----------------------- | ------ | ------- |
| Jimmy Morales / Escudería Telmex-Telcel | Chevrolet   | 1   | Andrés Pérez de Lara    | N      | 1-11    |
| Jimmy Morales / Escudería Telmex-Telcel | Chevrolet   | 3   | Luis Michael Dörrbecker |        | 1-11    |
| Escudería Telmex                        | Chevrolet   | 2   | Abraham Calderón        |        | 1-11    |
| JV Motorsports                          | Chevrolet   | 7   | Xavi Razo               |        | 1-11    |
| JV Motorsports                          | Chevrolet   | 46  | Irwin Vences            |        | 1-11    |
| JV Motorsports                          | Chevrolet   | 55  | Julio Rejón             | N      | 1-11    |
| RAMÍREZ TEAM                            | Ford        | 08  | José Luis Ramírez       |        | 1-9, 11 |
| HO Speed Racing                         | Ford        | 11  | Juan Manuel González    | N      | 1-11    |
| Spartac RT                              | Chevrolet   | 15  | Rubén Pardo             |        | 1-11    |
| Team GP - CANEL'S                       | Chevrolet   | 22  | Santiago Tovar          |        | 1-11    |
| Team GP - CANEL'S                       | Chevrolet   | 88  | Rubén García Jr.        |        | 1-11    |
| TAME Racing                             | Ford        | 23  | Max Gutiérrez           |        | 1-11    |
| TAME Racing                             | Chevrolet   | 24  | Enrique Baca            |        | 1-11    |
| TAME Racing                             | Chevrolet   | 54  | Omar Jarudo             |        | 1-10    |
| Alessandros Racing                      | Chevrolet   | 28  | Rubén Rovelo            |        | 1-11    |
| Alpha Racing                            | Chevrolet   | 30  | Rogelio Lopez           |        | 1-11    |
| Z Motors Autoforum Monzani Motorsports  | Ford        | 31  | Jorge Goeters           |        | 1-11    |
| Sidral Aga Racing Team                  | Ford        | 48  | Salvador de Alba Jr.    |        | 1-11    |
| Sidral Aga Racing Team                  | Ford        | 51  | Jake Cosío              |        | 1-11    |
| Car Motion                              | Ford        | 69  | Germán Quiroga          |        | 1-11    |
| Dimayuga Racing Team                    | Chevrolet   | 07  | Héctor Aguirre          |        | 7-9     |

| Icono | Estado |
| ----- | ------ |
| N     | Novato |

## Calendario
El calendario consistirá en las siguientes 12 rondas:
| Ronda | Circuito                                    | Fecha               |
| ----- | ------------------------------------------- | ------------------- |
| 1     | Súper Óvalo Chiapas, Chiapas                | 26 de marzo         |
| 2     | Super Óvalo Potosino, San Luis Potosí       | 16 de abril         |
| 3     | El Dorado Speedway, Chihuahua               | 14 de mayo          |
| 4     | Autódromo de Querétaro, El Marqués          | 27-28 de mayo       |
| 5     | Óvalo Aguascalientes México, Aguascalientes | 10-11 de junio      |
| 6     | Autódromo Miguel E. Abed, Amozoc            | 8-9 de julio        |
| 7     | Autódromo Monterrey, Nuevo León             | 22-23 de julio      |
| 8     | Super Óvalo Potosino, San Luis Potosí       | 12-13 de agosto     |
| 9     | Óvalo Aguascalientes México, Aguascalientes | 9-10 de septiembre  |
| 10    | El Dorado Speedway, Chihuahua               | 22-23 de septiembre |
| 11    | Autódromo Miguel E. Abed, Amozoc            | 21-22 de octubre    |
| 12    | Autódromo Hermanos Rodríguez                | 11-12 de noviembre  |

## Resultados

### Ganadores
| Ronda | Gran Premio             | Circuito                                    | Pole position        | Ganador              |
| ----- | ----------------------- | ------------------------------------------- | -------------------- | -------------------- |
| 1     | Los Cabos 200           | Súper Óvalo Chiapas, Chiapas                | Rubén García Jr.     | Xavi Razo            |
| 2     | Commscope 200           | Super Óvalo Potosino, San Luis Potosí       | Abraham Calderón     | Salvador de Alba Jr. |
| 3     | Chihuahua 240           | El Dorado Speedway, Chihuahua               | Xavi Razo            | Rubén García Jr.     |
| 4     | Querétaro 140           | Autódromo de Querétaro, El Marqués          | Rubén García Jr.     | Jake Cosío           |
| 5     | El Gigante de México    | Óvalo Aguascalientes México, Aguascalientes | Salvador de Alba Jr. | Salvador de Alba Jr. |
| 6     | Red Cola                | Autódromo Miguel E. Abed, Amozoc            | Salvador de Alba Jr. | Salvador de Alba Jr. |
| 7     | ARZYZ                   | Autódromo Monterrey, Nuevo León             | Rubén García Jr.     | Rubén García Jr.     |
| 8     | San Luis Potosí 200     | Super Óvalo Potosino, San Luis Potosí       | Rubén García Jr.     | Rubén García Jr.     |
| 9     | El Gigante de México II | Óvalo Aguascalientes México, Aguascalientes | Julio Rejón          | Julio Rejón          |
| 10    | 240 CARVEL              | El Dorado Speedway, Chihuahua               | Julio Rejón          | Max Gutiérrez        |
| 11    | Monster Energy 200      | Autódromo Miguel E. Abed, Amozoc            | Andrés Pérez de Lara | Julio Rejón          |
| 12    |                         | Autódromo Hermanos Rodríguez                | Julio Rejón          | Abraham Calderón     |

### Campeonato de Pilotos
Resultados de cada piloto.
. – Eliminados en las semi-finales.
| Pos.                                           | Piloto                  | TGZ | SLP | CHI | QRO | AGS | PUE | MTY | SLP | AGS | CHI | PUE | CDMX | Puntos |
| ---------------------------------------------- | ----------------------- | --- | --- | --- | --- | --- | --- | --- | --- | --- | --- | --- | ---- | ------ |
| 1                                              | Salvador de Alba Jr.    | 3   | 1   | 18  | 5   | 1   | 1   | 2   | 21  | 7   | 4   | 9   | 3    | 1050   |
| 2                                              | Rubén García Jr.        | 4   | 7   | 1   | 16  | 15  | 5   | 1   | 1   | 4   | 19  | 2   | 14   | 1049   |
| 3                                              | Germán Quiroga          | 8   | 3   | 5   | 4   | 3   | 2   | 8   | 6   | 17  | 6   | 5   | 6    | 1049   |
| 4                                              | Andrés Pérez de Lara    | 13  | 4   | 3   | 10  | 4   | 9   | 3   | 10  | 2   | 10  | 8   | 18   | 1040   |
| CORTE DE LOS PLAY-OFFS DE NASCAR MÉXICO SERIES |                         |     |     |     |     |     |     |     |     |     |     |     |      |        |
| 5                                              | Max Gutiérrez           | 15  | 18  | 13  | 3   | 2   | 4   | 7   | 11  | 3   | 1   | 7   | 4    | 367    |
| 6                                              | Xavi Razo               | 1   | 5   | 2   | 17  | 16  | 19  | 6   | 5   | 20  | 3   | 6   | 13   | 341    |
| 7                                              | Julio Rejón             | 2   | 10  | 16  | 15  | 9   | 16  | 19  | 3   | 1   | 5   | 1   | 2    | 334    |
| 8                                              | Abraham Calderón        | 11  | 2   | 14  | 14  | 17  | 3   | 21  | 2   | 5   | 7   | 3   | 1    | 332    |
| 9                                              | Rogelio López           | 17  | 14  | 15  | 8   | 13  | 8   | 14  | 9   | 9   | 2   | 10  | 8    | 320    |
| 10                                             | Enrique Baca            | 6   | 19  | 11  | 7   | 7   | 11  | 9   | 14  | 11  | 12  | 13  | 11   | 320    |
| 11                                             | Jake Cosío              | 14  | 17  | 10  | 1   | 5   | 18  | 5   | 8   | 10  | 15  | 11  | 5    | 318    |
| 12                                             | Santiago Tovar          | 7   | 16  | 4   | 19  | 6   | 7   | 4   | 7   | 21  | 17  | 4   | 7    | 316    |
| 13                                             | Rubén Rovelo            | 20  | 15  | 7   | 6   | 11  | 6   | 11  | 18  | 8   | 9   | 18  | 10   | 287    |
| 14                                             | Juan Manuel González    | 5   | 12  | 6   | 18  | 10  | 10  | 18  | 16  | 6   | 11  | 15  | 9    | 278    |
| 15                                             | Luis Michael Dörrbecker | 19  | 9   | 12  | 11  | 12  | 14  | 10  | 20  | 14  | 13  | 12  | 19   | 271    |
| 16                                             | Jorge Goeters           | 9   | 13  | 8   | 13  | 14  | 15  | 17  | 13  | 15  | 18  | 16  | 16   | 262    |
| 17                                             | José Luis Ramírez       | 12  | 8   | 19  | 2   | 8   | 17  | 13  | 4   | 19  |     | 17  | 12   | 250    |
| 18                                             | Irwin Vences            | 10  | 6   | 17  | 20  | 19  | 12  | 12  | 17  | 16  | 8   | 19  | 15   | 236    |
| 19                                             | Rubén Pardo             | 16  | 11  | 20  | 12  | 18  | 13  | 16  | 15  | 18  | 16  | 14  | 20   | 229    |
| 20                                             | Omar Jarudo             | 18  | 20  | 9   | 9   | 20  | 20  | 20  | 12  | 12  | 14  |     | 17   | 191    |
| 21                                             | Héctor Aguirre          |     |     |     |     |     |     | 15  | 19  | 13  |     |     |      | 59     |
| Pos.                                           | Piloto                  | TGZ | SLP | CHI | QRO | AGS | PUE | MTY | SLP | AGS | CHI | PUE | CDMX | Puntos |